# Юніс Джепкорір
Юніс Джепкорір  (англ. Eunice Jepkorir, 17 лютого 1982) — кенійська легкоатлетка, олімпійська медалістка.

## Виступи на Олімпіадах
| Олімпіада  | Дисципліна | Місце |
| ---------- | ---------- | ----- |
| Пекін 2008 | стиплчез   | 2     |